# Mistrzostwa Europy juniorów w boksie
Mistrzostwa Europy juniorów w boksie (European Junior Championships) − zawody bokserskie, w których rywalizują zawodnicy z państw europejskich.
Pierwszy turniej rozegrano w 1970 r. w Miszkolcu na Węgrzech.
Wszystkie turnieje:
- Mistrzostwa Europy Juniorów w Boksie 1970 − Miszkolc
- Mistrzostwa Europy Juniorów w Boksie 1972 − Bukareszt
- Mistrzostwa Europy Juniorów w Boksie 1974 − Kijów
- Mistrzostwa Europy Juniorów w Boksie 1976 − Izmir
- Mistrzostwa Europy Juniorów w Boksie 1978 − Dublin
- Mistrzostwa Europy Juniorów w Boksie 1980 − Rimini
- Mistrzostwa Europy Juniorów w Boksie 1982 − Schwerin
- Mistrzostwa Europy Juniorów w Boksie 1984 − Tampere
- Mistrzostwa Europy Juniorów w Boksie 1986 − Kopenhaga
- Mistrzostwa Europy Juniorów w Boksie 1988 − Gdańsk
- Mistrzostwa Europy Juniorów w Boksie 1990 − Ústí
- Mistrzostwa Europy Juniorów w Boksie 1992 − Edynburg
- Mistrzostwa Europy Juniorów w Boksie 1993 − Saloniki
- Mistrzostwa Europy Juniorów w Boksie 1995 − Siófok
- Mistrzostwa Europy Juniorów w Boksie 1997 − Birmingham
- Mistrzostwa Europy Juniorów w Boksie 1999 − Rijeka
- Mistrzostwa Europy Juniorów w Boksie 2001 − Sarajewo
- Mistrzostwa Europy Juniorów w Boksie 2003 − Warszawa
- Mistrzostwa Europy Juniorów w Boksie 2005 − Tallinn
- Mistrzostwa Europy Juniorów w Boksie 2007 − Sombor

Od 2009 r. rozgrywane są młodzieżowe mistrzostwa.
- Młodzieżowe Mistrzostwa Europy w Boksie 2009 − Szczecin
- Młodzieżowe Mistrzostwa Europy w Boksie 2011 − Dublin
- Młodzieżowe Mistrzostwa Europy w Boksie 2013 − Rotterdam
- Młodzieżowe Mistrzostwa Europy w Boksie 2014 − Zagrzeb
- Młodzieżowe Mistrzostwa Europy w Boksie 2015 − Kołobrzeg
- Młodzieżowe Mistrzostwa Europy w Boksie 2016 − Anapa
- Młodzieżowe Mistrzostwa Europy w Boksie 2017 − Antalya
- Młodzieżowe Mistrzostwa Europy w Boksie 2018 − Roseto degli Abruzzi